# 伊朗清真寺 (迪拜)
伊朗清真寺（Iranian Mosque，阿拉伯语：‎; 波斯語：‎）又名Ali ibn Abi Talib Iranian Mosque)是一座伊斯兰教什叶派清真寺，位于阿拉伯联合酋长国迪拜布尔迪拜区。清真寺起源于该市的伊朗社区。

## 建筑

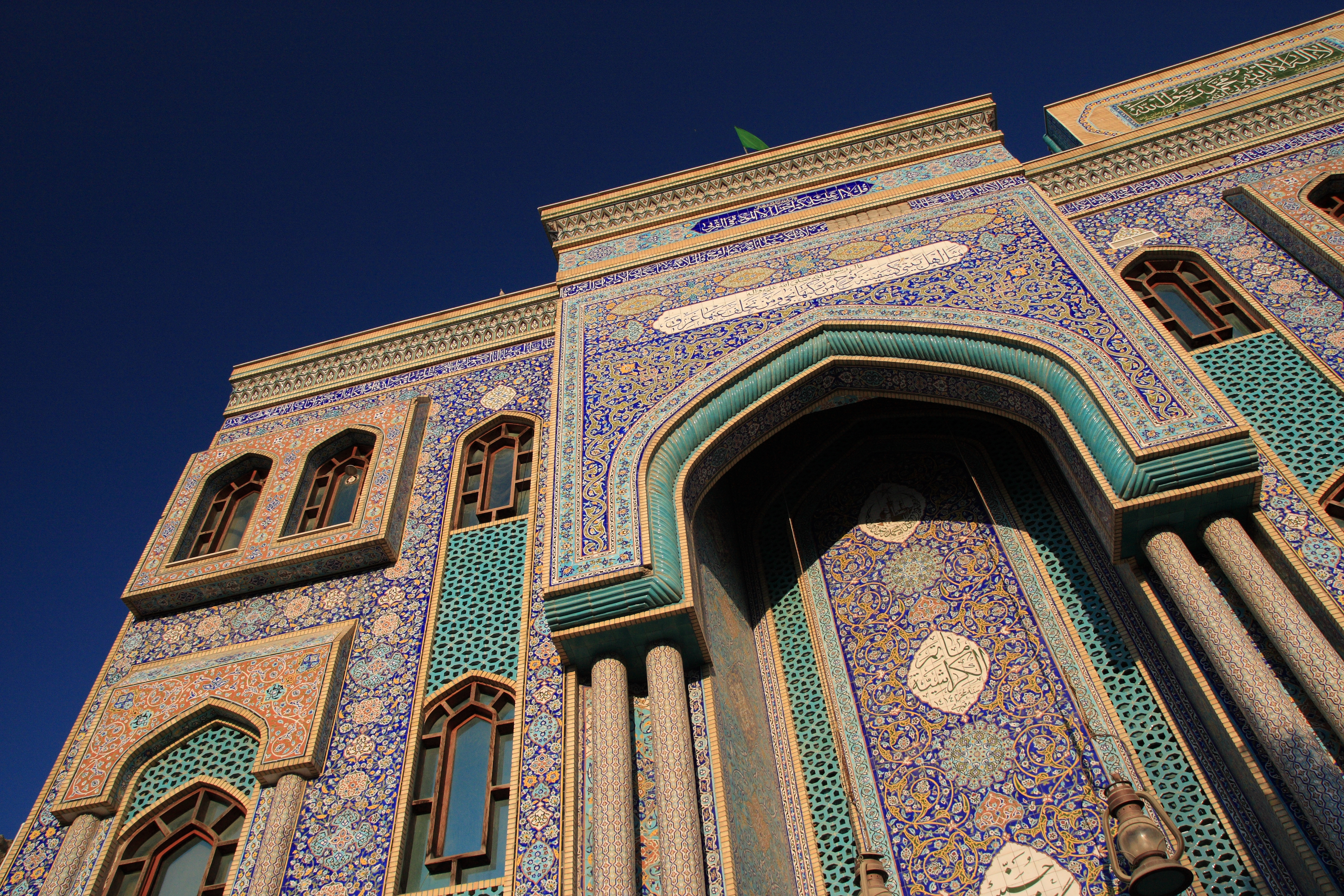

伊朗清真寺为波斯建筑风格，建筑的内部和外部都是色彩缤纷，其立面和洋葱形圆顶都使用了植物图样的波斯蓝底瓷砖。